# 보리 (불교)
보리(菩提)는 팔리어와 산스크리트어에서 수행자가 최종적으로 도달할 수 있는 참다운 지혜 · 깨달음 또는 앎의 경지를 일컫는 단어 bodhi(बोधि)에서 나왔다. 이는 깨어나다, 알게 되다, 알리다, 알다, 혹은 이해하다라는 의미의 동사 어근 budh로부터 형성된 추상 명사로, 팔리어 동사 bujjhati나 산스크리트어 동사 bodhati 및 budhyate 등을 통해 이를 알 수 있다. 보제(菩提)라고도 한다.
불교에서 보리는 고타마 붓다와 그에게 가르침을 받은 나한들이 얻었다고 하는 깨달음, 또는 그 깨달음을 얻기 위한 수행 과정을 일컫는다. 이는 우주의 참 모습에 대한 올바른 인식으로 묘사되기도 하며, 보리를 얻은 뒤에는 윤회의 고리에서 벗어난다고 가르친다. (해탈 참고.)

## 같이 보기
- 반야(지혜, 혜)
- 해탈
- 택법
- 택멸
- 열반
- 유식유가행파
  - 전의
  - 2전의묘과

## 참고 문헌
- 곽철환 (2003). 《시공 불교사전》. 시공사 / 네이버 지식백과. |title=에 외부 링크가 있음 (도움말)
- 운허.  동국역경원 편집, 편집. 《불교 사전》. |title=에 외부 링크가 있음 (도움말)
- 호법 등 지음, 현장 한역, 김묘주 번역 (K.614, T.1585). 《성유식론》. 한글대장경 검색시스템 - 전자불전연구소 / 동국역경원. K.614(17-510), T.1585(31-1). |title=에 외부 링크가 있음 (도움말)
- (중국어) 佛門網. 《佛學辭典(불학사전)》. |title=에 외부 링크가 있음 (도움말)
- (중국어) 호법 등 지음, 현장 한역 (T.1585). 《성유식론(成唯識論)》. 대정신수대장경. T31, No. 1585, CBETA. |title=에 외부 링크가 있음 (도움말)